# Pink
Alecia Beth Moore (sinh ngày 8 tháng 9 năm 1979), được biết đến với nghệ danh Pink (cách điệu P!nk), là một ca sĩ, nhạc sĩ, vũ công và diễn viên người Mỹ. Năm 2000, cô phát hành đĩa đơn đầu tiên "There You Go" từ album đầu tay Can't Take Me Home. Bài hát rất thành công về mặt thương mại, đạt hạng 7 tại Billboard Hot 100. Năm 2001, cô phát hành album phòng thu thứ hai Missundaztood, được các nhà phê bình đánh giá cao, và là album thành công nhất từ trước đến nay của cô. Album gồm các đĩa đơn thành công như "Get the Party Started", "Don't Let Me Get Me", "Just Like a Pill" và "Family Portrait". Tháng 11, 2013, Pink phát hành album phòng thu thứ ba Try This, gồm những đĩa đơn thành công "Trouble", "God Is A DJ" và "Last to Know". Mặc dù album không thành công bằng Missundaztood, nhưng đã mang về cho Pink giải thưởng Grammy đầu tiên cho giải Trình Diễn Giọng Rock Nữ xuất sắc nhất.
Tháng 4, 2006, Pink phát hành album phòng thu thứ tư I'm Not Dead, album gồm nhiều đĩa đơn thành công như "Stupid Girls", "Who Knew", và "U + Ur Hand", đánh dấu sự trở lại của cô sau album không thành công như mong đợi trước đó. Pink tiếp tục album tiếp theo năm 2008 Funhouse, chủ yếu lấy cảm hứng từ mối tình tan vỡ với Carey Hart. Đĩa đơn đầu tiên, "So What", trở thành đĩa đơn đơn ca đầu tiên của Pink đạt hạng 1 trên Billboard Hot 100. Album gồm ba đĩa đơn Top 20 khác: "Sober", "Please Don't Leave Me", và "Glitter in the Air".
Ngày 15 tháng 11 năm 2010, Pink phát hành album tổng hợp đầu tiên của cô, Greatest Hits... So Far!!!. Album gồm những bài hát thành công nhất trong sự nghiệp của Pink và thêm ba bài hát mới. "Raise Your Glass" và "Fuckin' Perfect" được phát hành thành đĩa đơn, lần lượt đạt hạng 1 và hạng 2 trên Billboard Hot 100. Sau khoảng thời gian nghỉ ngơi để sinh con gái Willow, Pink phát hành album phòng thu thứ sáu, The Truth About Love. Album được phát hành ngày 18 tháng 9 năm 2012 và là album đầu tiên của Pink đạt hạng 1 Billboard 200 ngay tuần đầu tiên với hơn 280.000 bản được bán ra. Đĩa đơn đầu tiên, "Blow Me (One Last Kiss)" đạt hạng 5 trên Billboard Hot 100. Đĩa đơn thứ hai, "Try" đạt hạng 9 trên Billboard Hot 100. Đĩa đơn thứ 3, "Just Give Me A Reason" hợp tác với thủ lĩnh Nate Ruess của ban nhạc Fun. đã vươn lên vị trí thứ nhất của Billboard Hot 100 3 tuần liên tiếp. Ngoài ra, bài hát cũng đạt vị trí thứ nhất ở bảng xếp hạng của nhiều quốc gia khác như Ba Lan, New Zealand, Canada, Ireland. Đây là hit quán quân thứ tư trong sự nghiệp của Pink.
Pink đã bán được hơn 40 triệu album và 70 triệu đĩa đơn toàn cầu, trở thành một trong những nghệ sĩ có đĩa bán chạy nhất trong lịch sử. Tổng cộng sự nghiệp của cô thắng được ba giải Grammy Award, hai giải Brit Awards và năm giải MTV Video Music Awards, ngoài ra còn có 18 bài hát nằm trong Top 20 của bảng xếp hạng Billboard. Năm 2009, tạp chí Billboard xếp Pink là ca sĩ nhạc pop số một của thập kỉ, và năm 2012 VH1 xếp Pink hạng 10 trong danh sách 100 Phụ Nữ Vĩ Đại Trong Âm nhạc.

## Thơ ấu
P!nk sinh ra tại Elkins Park trong gia đình có bố là cựu binh từng tham gia chiến tranh tại Việt Nam và mẹ là một y tá. Cô lớn lên tại Doylestown, Pennsylvania và sống trong tình thương yêu của cha mẹ. Người có ảnh hưởng lớn nhất đối với cô trong cuộc đời là cha. Hồi cô còn nhỏ, cha thường chơi đàn guitar và hát cho cô nghe, ông đã biến âm nhạc trở thành dòng chảy ăn sâu vào trong tiềm thức của cô bé P!nk ngày đó.
Những nghệ sĩ gây ấn tượng và ảnh hưởng sâu sắc nhất đến P!nk là Janis Joplin, Steven Tyler, Bad Religion, Mary J. Blige, Bob Marley, Billy Joel, Indigo Girls, Don McLean, 2Pac, và The Notorious B.I.G..
Ngay từ khi còn nhỏ, cô bé P!nk nghịch ngợm đã thể hiện tài năng ca hát của mình mặc dù cô hay mắc những chứng bệnh về cổ họng. Ở độ tuổi thiếu nhi, cô đã tham gia khóa học kỹ năng ca hát và biểu diễn trên sân khấu. Đến năm 14 tuổi, P!nk bắt đầu trình diễn tại các câu lạc bộ ở khắp Philadelphia. Sau đó khoảng 2 năm, cô tham gia vào một nhóm nhạc gồm 3 thành viên có tên gọi Choice.

## Sự nghiệp âm nhạc
Vài năm sau đó, P!nk mới thực sự bắt đầu sự nghiệp âm nhạc chuyên nghiệp của mình khi cô ký một hợp đồng thu âm với hãng đĩa nổi tiếng của địa phương LaFace Records. Album đầu tay của cô lấy nhan đề là Can't Take Me Home phát hành ngày 4 tháng 4 năm 2000.
Mùa xuân năm 2001, P!nk cùng với rapper Lil' Kim, ca sĩ nhạc R&B/pop Mýa, và ca sĩ nhạc pop Christina Aguilera làm lại ca khúc nổi tiếng năm 1975 của Labelle có nhan đề "Lady Marmalade". Được sản xuất bởi hai nhà sản xuất nổi tiếng nhạc hip-hop là Rockwilder và Missy Elliott, ca khúc được lấy làm nhạc trong bộ phim Moulin Rouge!. Đĩa đơn này đứng vị trí số 1 trên bảng xếp hạng đĩa đơn Billboard Hot 100 và giành một giải Grammy cho "Sự hợp tác nhạc Pop xuất sắc nhất".
Sau khi đạt được một số thành tựu nhất định, P!nk tỏ ra mệt mỏi vì phải chạy theo thị trường và làm hài lòng thị hiếu của người nghe nhạc, cô đã quyết tâm trở thành nhạc sĩ, tự mình viết nên những ca khúc mà mình muốn thể hiện. Kết quả là Missundaztood ra đời vào tháng 11 năm 2001 trong đó các ca khúc đều do P!ink là đồng tác giả. Phối hợp với Perry trong sáng tác và sản xuất, P!nk đã nhận được khá nhiều sự khen ngợi cho album này. Đứng vị trí thứ 5 trong bảng xếp hạng nước Mỹ và chiếm ngôi vị quán quân tại các bảng xếp hạng ở nhiều quốc gia khác, album có nhiều ca khúc hit như "Don't Let Me Get Me", "Just Like a Pill" và "Family Portrait". M!ssundaztood là album bán chạy thứ hai tại Anh trong năm 2002 còn P!nk là nữ nghệ sĩ có album bán chạy nhất trên toàn cầu cũng trong năm đó.
Không dừng lại ở đó, album studio thứ ba của P!nk, Try This, được tung ra vào ngày 11 tháng 11 năm 2003, tức là gần 2 năm so với mốc ra đời của album thứ hai. Mặc dù album chỉ đứng vị trí thứ 9 tại Mỹ, Canada, Anh và Úc với 3,5 triệu bản bán ra trên toàn thế giới nhưng không thu lại được nhiều thành công như mong đợi và không thể bì với sự xuất sắc mà M!ssunderztood đạt được. Cả ba đĩa đơn nằm trong album này là "Trouble", "God Is A DJ" và "Last to Know" đều không thể lọt vào top 40 trên các bảng xếp hạng nước Mỹ mà chỉ có thể đứng trong top trên các bảng xếp hạng ở những thị trường âm nhạc khác. Mặc dù vậy, Pink vẫn nhận được 2 đề cử giải Grammy vào năm 2004 cho "Feel Good Time" và "Trouble".

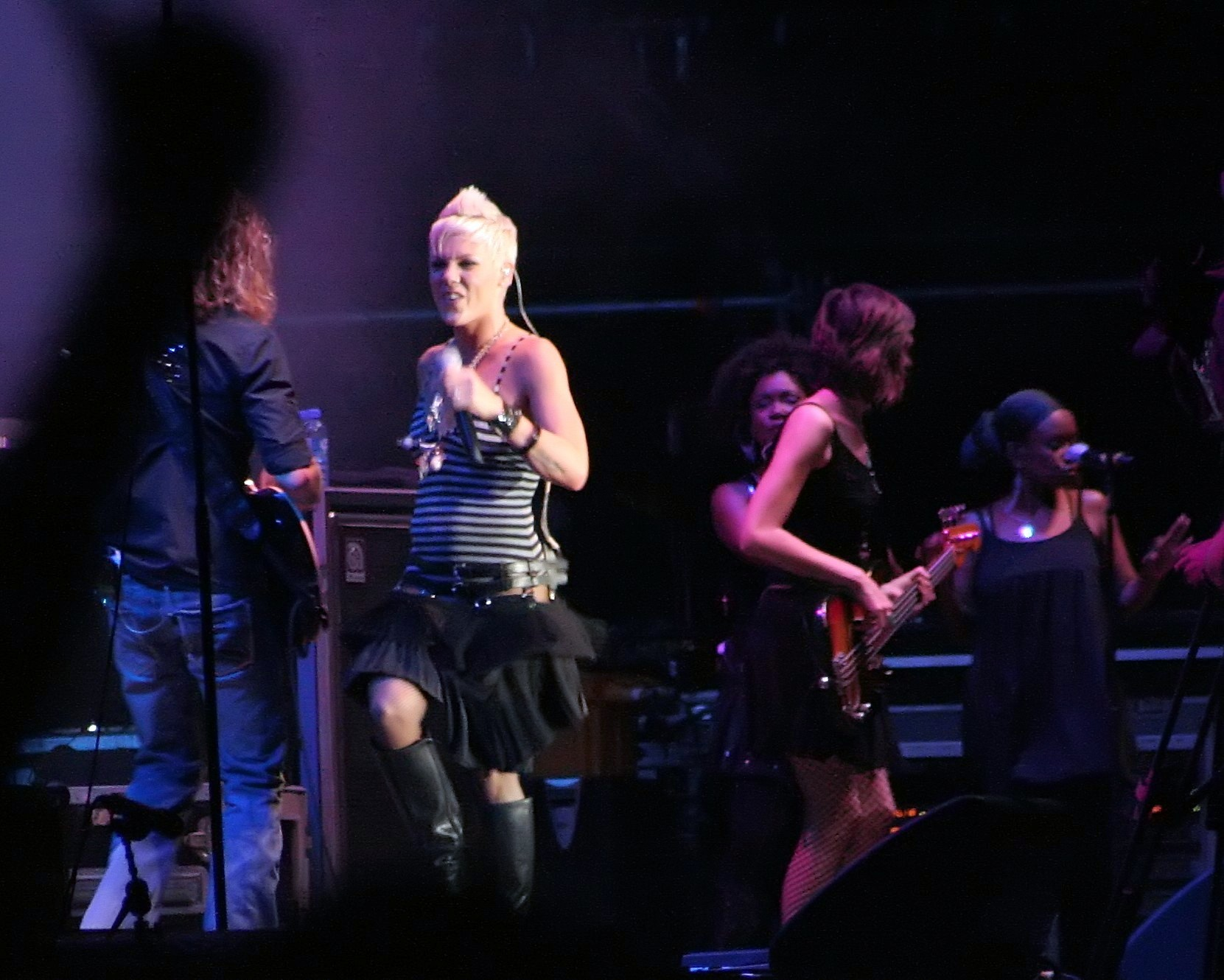
Pink biểu diễn trong I'm Not Dead tour, mùa hè năm 2007.

Không quá chán nản với kết quả đó, album thu âm thứ tư của cô vẫn được phát hành như dự tính vào ngày 4 tháng 4 năm 2006. I’m Not Dead là một nhạc phẩm kết hợp giữa Pink và một số nhà sản xuất khác bao gồm Max Martin, Billymann, MachoPsycho, Christopher Rojas, Butch Walker, Lukasz Gottwald, và Josh Abraham. Album mang về cho P!nk nhiều thành công hơn trông đợi. Đứng vị trí thứ 6 tại nước Mỹ, nhận giải thưởng album vàng và từng chiếm ngôi vị cao trên bảng xếp hạng album Billboard Top 20, album này là album bán chạy thứ năm của P!nk. Hơn 6,5 triệu bản được tiêu thụ hết trên toàn cầu và đạt thành công nhất tại hai nước Anh và Úc.
Ngày 18 tháng 8 năm 2008, "So What" - đĩa đơn đầu tiên từ album thứ 5 Funhouse chính thức phát hành. Đĩa đơn nhanh chóng leo lên vị trí số 1 tại bảng xếp hạng đĩa đơn của Mỹ, Anh, Canada và nhiều quốc gia khác. "So What" cũng là đĩa đơn quán quân đầu tiên của Pink tại Billboard Hot 100 với vai trò hát đơn. Đồng thời cô cũng đang khởi động tour diễn Funhouse Tour. Tính đến cuối tháng 6 năm 2009 hơn 4,2 triệu album đã được tiêu thụ trên toàn thế giới.

## Danh sách phim
| Năm  | Tên                                 | Vai             | Ghi chú      |
| ---- | ----------------------------------- | --------------- | ------------ |
| 2000 | Ski to the Max                      | Brena           |              |
| 2002 | Rollerball                          | Ca sĩ nhạc rock | Khách mời    |
| 2003 | Charlie's Angels: Full Throttle     | Coal Bowl M.C.  | Khách mời    |
| 2004 | Pepsi Music 2004: Britney Exclusive | Chính cô        | Quảng cáo TV |
| 2007 | Catacombs                           | Carolyn         |              |
| 2009 | SpongeBob's Truth or Square         | Chính cô        | Khách mời    |
| 2010 | Get Him to the Greek                | Chính cô        | Khách mời    |
| 2011 | Happy Feet Two                      | Gloria          | Lồng tiếng   |
| 2012 | Thanks for Sharing                  | Dede            |              |

## Danh sách đĩa nhạc
- 2000: Can't Take Me Home
- 2001: Missundaztood
- 2003: Try This
- 2006: I'm Not Dead
- 2008: Funhouse
- 2012: The Truth About Love
- 2017: Beautiful Trauma
- 2019: Hurts 2B Human
- 2023: Trustfall

## Tour diễn
- Party Tour (2002)
- Try This Tour (2004)
- I'm Not Dead Tour (2006–07)
- Funhouse Tour (2009)
- The Funhouse Summer Carnival (2010)
- The Truth About Love Tour (2013-14)

## Giải Grammy
| Năm  | Đề cử                                  | Thu âm                                                   | Kết quả   |
| ---- | -------------------------------------- | -------------------------------------------------------- | --------- |
| 2002 | Hợp tác thu âm pop hiệu quả nhất       | "Lady Marmalade" (với Christina Aguilera, Lil Kim và Mýa | Đoạt giải |
| 2003 | Trình diễn giọng pop nữ xuất sắc nhất  | "Get the Party Started"                                  | Đề cử     |
| 2003 | Album giọng pop xuất sắc nhất          | M!ssundaztood                                            | Đề cử     |
| 2004 | Trình diễn giọng rock nữ xuất sắc nhất | "Trouble"                                                | Đoạt giải |
| 2004 | Hợp tác thu âm pop hiệu quả nhất       | "Feel Good Time"                                         | Đề cử     |
| 2007 | Trình diễn giọng pop nữ xuất sắc nhất  | "Stupid Girls"                                           | Đề cử     |
| 2009 | Trình diễn giọng pop nữ xuất sắc nhất  | "So What"                                                | Đề cử     |